# Книга (рассказ)
«Книга» (англ. The Book) — незавершённый рассказ американского писателя ужасов Говарда Филлипса Лавкрафта, предположительно написанный в конце 1933 года. Впервые опубликован в журнале «Leaves» в 1938 году, после смерти Лавкрафта.

## Сюжет
Рассказчик испытывает помутнение памяти и пытается вспомнить историю произошедшую с ним. Все началось с изъеденной червями книги с колдовскими знаниями, которую он нашел в склепе у маслянистой реки. В книге некий монах составил руководство по использованию врат в Иной мир. Эти врата были скрыты с той поры, как наша раса была юна.
Познав иные эпохи и измерения, рассказчик потерял представление о времени. Он опасался услышать некий звук - вторгающейся издалека. Прочитав девятый стих в книге нечто стало скрестись в окно. Той ночью он прошел врата через круговорот извивающегося времени и видений. После он смог увидеть вещи, которые другие не видели, но уже не мог видеть мир, таким как ранее. В любом месте рассказчик одновременно видел нечто из настоящего, прошлого и будущего, и каждый предмет принимал угрожающе чуждые очертания, в новых перспективах доступных его новому зрению. 
Рассказчик стал скрытен и все время читал книги. В забытых книгах и свитках он нашел знания, которые толкнули его к тому, чтобы пройти сквозь врата пространства, бытия и структуры жизни к неизвестной вселенной. Он начертил на полу пять огненных концентрических окружностей и стал в центре, произнося нараспев чудовищную литанию, которую поведал ему посланец из Тартара. Поднялся черный вихрь и водоворот безбрежной серости унес его в абсолютную тьму, в которой мириады звезд сверкали странными, чуждыми созвездиями.
Наконец, рассказчик увидел залитую зеленым светом равнину и различил искривленные башни города, построенные во внеземной манере. Подплывая ближе к городу он увидел огромные пространства каменных строений и ощутил скрытый в них ужас. Он вырывался из этого видения и очнулся в мансарде своего дома. Впоследствии рассказчик стал значительно осторожнее с заклинаниями, потому что не хотел остаться в неизвестных мирах.

## Вдохновение
В октябре 1933 года Лавкрафт написал в письме:
Я нахожусь в замешательстве от написания «Книги» — меня отвращает от большинства моих прошлых работ и не уверен в том, что ее можно улучшить. В последние недели я провел огромное количество экспериментов с разными стилями и перспективами, но уничтожил большую часть результатов.
«Энциклопедия Лавкрафта» предполагает, что «Книга» была одним из незавершенных экспериментов — попыткой перевести последовательность поэм Лавкрафта про Юггота в прозу. Завершенный фрагмент соответствует первым трем сонетам, которые формируют более согласованное повествование, чем остальные.
«Черный том Алсофукуса», впервые опубликованный в «Новые рассказы о мифах Ктулху» (1969), является попыткой Мартина С. Уорнса завершить «Книгу». Уорнс превратил фрагмент в рассказ о владении Ньярлатхотепа.
В 2019 году произведение Уорна было адаптировано в одноименный короткометражный фильм, который были показан на «Кинофестиваля Лавкрафта и КтулхуКона» в 2020 году и был включен в DVD-сборник.